# Fredric Henric Chapman

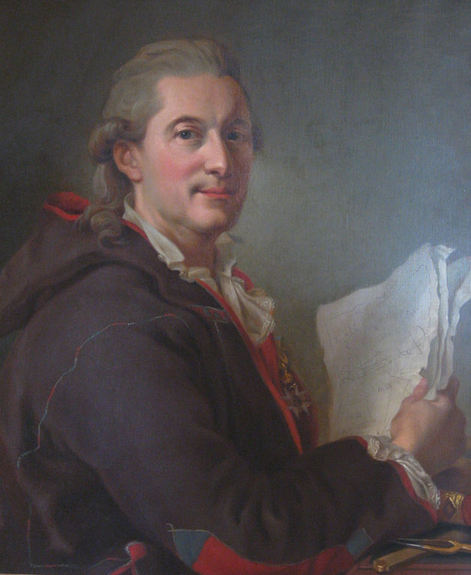
Fredric Henric Chapman

Fredric Henric Chapman (ur. 9 września 1721 w Göteborgu, zm. 19 sierpnia 1808 w Karlskronie) – szwedzki konstruktor okrętów i teoretyk budowy okrętów, admirał. Projektował okręty wojenne i kierował ich budową. Był autorem podręczników na temat budowy okrętów. Jest uważany za pierwszego konstruktora, który wykorzystywał wiedzę naukową przy budowie okrętów. Jako pierwszy też zajmował się architekturą okrętów.

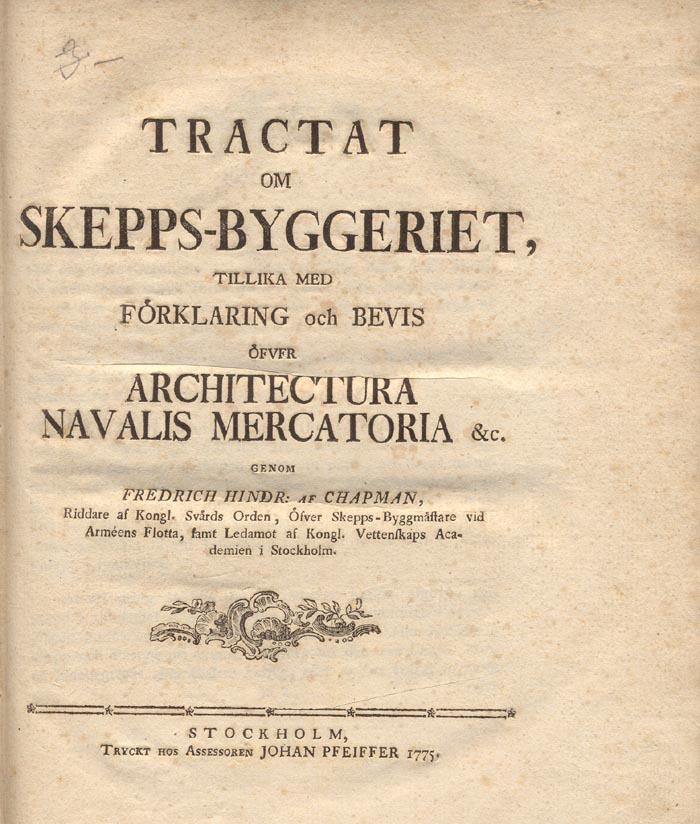
Tytułowa strona pionierskiego dzieła Chapmana

Jest autorem wielu prac, między innymi: Architectura Navalis Mercatoria (1768), Tractat om Skepps-Byggeriet (1775). Ta druga praca, znana pod angielskim tytułem Treatise on Shipbuilding, stanowi pionierskie dzieło w dziedzinie nowoczesnej architektury okrętów.
Chapman pracował jako kierownik stoczni w Karlskronie w latach 1782-1793.